# 像素软件 (公司)
北京像素软件科技股份有限公司（英語：Pixel Soft；简称：像素软件）是中国一家主要从事游戏软件开发的公司。

## 公司简介
像素公司成立前，现公司的高层管理人员刘坤和刘岩都在目标公司任职，分别担任《秦殇》的艺术总监和主程序。由于对纯格斗类游戏的偏好，而《秦殇》的风格更偏向对《暗黑破壞神II》的模仿。以致二人在结束秦殇研发后脱离目标公司，成立了像素公司。
根据刘坤提出的以《侍魂》《街霸》等格斗游戏的战斗效果为标准的要求，公司开始研发《刀剑封魔录》。公司成立之初，遭遇了严重的资金困难，11个成员甚至向家中借钱来维持团队运作。直至游戏开发后期，吸引了来自Centent Interactive的资金支持，团队才暂时脱离险境。Centent提供的技术支持使游戏的AI部分得到很大改善。其后台湾Boya Studio的加入，也使游戏的故事性平衡性得到增强。
2002年11月，兰德数码取得了游戏的大陆代理权，共发售游戏6万套。台湾方面由英特卫公司代理，共销售1万套。海外则全权由Centent Interactive负责。游戏上市后，国内给予了较高的评价，《大众软件》给出了90分，在当时这是国产游戏的最高分。在海外，由于翻译不佳，游戏的故事情节未能很好表达，然而基于游戏的动作系统表现，GameSpot给出了6.3分。（10分制）IGN给出了6分（10分制）而gamespy只给了3分（5分制）。
2003年4月，曾任《秦殇》主策划的刘豫斌加入像素公司，担任《刀剑online》的主策划。像素公司在原来《刀剑封魔录》基础上制作推出了外传《上古传说》之后，开始全面转向网络游戏开发。2017年8月30日，像素软件公告，刘豫斌因个人原因辞去董事会秘书兼副总经理职务，辞职后继续担任公司董事职务。
2016年3月29日，北京像素软件有限公司正式挂牌新三板，股票代码836333，共发行3000万股。

## 发展历史
- 2002年
  - 3月 北京像素软件科技有限公司成立。
  - 11月 《刀剑封魔录》中国大陆发行。
  - 12月 《刀剑封魔录》签约台湾发行商，在台湾、香港、澳门三地产品上市。
- 2003年
  - 1月 像素公司将研发方向由单机电脑游戏转移至网络游戏。
  - 7月 《刀剑外传—上古传说》中国大陆发行。
  - 10月 《刀剑封魔录》登陆日本市场。由工画堂代理发行日版，日本語名「刀剣封魔録~封神演義異聞」
  - 12月30日 《刀剑封魔录》欧美版《Blade & Sword》[7]
- 2004年
  - 4月 《刀剑封魔录》在东南亚地区发行当地语言版本。
  - 7月 《刀剑online》在中国大陆地区进行公开测试。
  - 10月 《刀剑online》在中国大陆地区收费运营，港台地区进行公开测试。
- 2005年
  - 3月 《刀剑online》台湾版
  - 12月 《上古传说》欧美版
- 2006年
  - 3月 《刀剑外传—上古传说》登陆俄罗斯。
  - 8月 《寻仙》首次公开亮相。
- 2008年
  - 7月 《寻仙》压力测试
  - 9月 《刀剑2》项目组正式成立
  - 10月 《寻仙》开启中国大陆地区公开测试。
- 2009年
  - 2月 《寻仙》登陆港台地区。
  - 12月 《寻仙》登陆东南亚地区。
- 2010年
  - 4月 《刀剑2》公开亮相。
- 2011年
  - 8月 《刀剑2》开启中国大陆地区首次技术测试。
  - 12月 《刀剑2》开启中国大陆地区首次封闭测试。[8]
- 2013年
  - 11月8日 《刀剑2》开启中国大陆地区不限号测试。